# Charles Zalduendo

a Compétitions nationales et continentales officielles uniquement.

b Matchs officiels uniquement.

Charles Zalduendo (ou Carlos Zalduendo), né le 17 août 1952 à Peralta (Espagne), est un ancien président de la Fédération française de rugby à XIII entre novembre 2012 et juillet 2016. Il fut aussi président du Toulouse Olympique XIII et international français de rugby à XIII (21 sélections) qui évolua à Toulouse (1969-80), Villeneuve (1980-82) et Saint-Gaudens (1982-84).
Il jouait au poste de pilier où on lui reconnait « un bagage technique incomparable ». Il est capitaine de l'équipe de France et joue pour Villeneuve-sur-Lot au moment de la finale de 1981
Il a aussi entrainé le Toulouse Olympique XIII. Il fut également vice-président de la FFR XIII de 1985 à 1994 .
Charles Zalduendo est un ancien inspecteur de police (devenu officier de police à la suite de la réforme de 1995 qui rendit caduque la dichotomie entre corps en civil et tenue).

## Biographie
Carlos Zalduendo naît à Peralta le 17 août 1952 dans la communauté forale de Navarre, petit dernier d'une famille de cinq enfants. Il arrive en France à l'âge de cinq ans. Son père est maçon et s'installe à Artix près de Pau, tandis que sa mère s'installe à Saint-Jean-Pied-de-Port, il manie ainsi trois langues durant son enfance, le français, l'espagnol et le basque. Voulant devenir curé, il fréquente le séminaire de Gimont de la 7e à la 4e puis Christ Roi de Toulouse jusqu'en première. Parallèlement, il pratique de nombreuses activités sportives tels l'athlétisme, le handball et le rugby à XV fréquentant le club de la section paloise. Repéré à 16 ans par le Toulouse olympique XIII, il s'y engage et rapidement démontre de réelles aptitudes au point de jouer en première division du Championnat de France à l'âge de 17 ans avec le Toulouse olympique XIII et de devenir international en équipe de France à 19 ans.
Le rugby à XIII ne permettant pas alors d'en vivre, Zalduendo en parallèle passe et réussit le concours d'inspecteur de police sur Toulouse et occupe cette activité professionnelle de 1975 à 2007, appréciant le « sentiment d'utilité » de cette profession, il y fréquente les services de la criminelle, des mœurs et des débits de boisson. Il allie tout au long de sa carrière le rugby à XIII à son métier d'inspecteur que cela soit à Toulouse, Villeneuve-sur-Lot et Saint-Gaudens.
Il explique être resté dans le rugby à XIII tout au long de sa vie car « à XIII, [il] s'est réalisé physiquement, trouvé une chaleur avec les joueurs. Combattre ensemble, la convivialité, la solidarité, dans la victoire comme dans la défaite, tout ça est le plus important à [ses] yeux ». Au Toulouse olympique XIII, il y est joueur puis entraîneur et enfin président durant 18 ans de 1994 à 2012.
Dans son rôle de président, il crée en 1995 l'association « La table ovale » mettant en place un réseau de partenariats autour du club du Toulouse olympique XIII avec un objectif de permettre au club d'intégrer un jour la Super League.

## Palmarès
- Collectif : 
  - Vainqueur du Championnat de France : 1973 et 1975 (Toulouse).
  - Finaliste du Championnat de France : 1981 (Villeneuve-sur-Lot).
  - Finaliste du Championnat de France : 1976 (Toulouse).

### Détails en sélection
| 1.  | 28 novembre 1971  | Nouvelle-Zélande          | 3-3   | Test-match     | Pilier          | - | - | - | - |
| 2.  | 28 octobre 1972   | Nouvelle-Zélande          | 20-9  | Coupe du monde | Remplaçant      | - | - | - | - |
| 3.  | 1er novembre 1972 | Grande-Bretagne           | 4-13  | Coupe du monde | Remplaçant      | - | - | - | - |
| 4.  | 5 novembre 1972   | Australie                 | 9-31  | Coupe du monde | Pilier          | - | - | - | - |
| 5.  | 17 février 1974   | Grande-Bretagne           | 0-29  | Test-match     | Pilier          | - | - | - | - |
| 6.  | 19 janvier 1975   | Angleterre                | 9-11  | Coupe d'Europe | Remplaçant      | - | - | - | - |
| 7.  | 16 février 1975   | Pays de Galles            | 8-21  | Coupe d'Europe | Remplaçant      | - | - | - | - |
| 8.  | 15 juin 1975      | Nouvelle-Zélande          | 0-27  | Coupe du monde | Pilier          | - | - | - | - |
| 9.  | 21 juin 1975      | Australie                 | 9-31  | Coupe du monde | Remplaçant      | - | - | - | - |
| 10. | 17 octobre 1975   | Nouvelle-Zélande          | 12-12 | Coupe du monde | Pilier          | - | - | - | - |
| 11. | 26 octobre 1975   | Australie                 | 2-41  | Coupe du monde | Pilier          | - | - | - | - |
| 12. | 15 janvier 1978   | Pays de Galles            | 7-29  | Coupe d'Europe | Remplaçant      | - | - | - | - |
| 13. | 26 novembre 1978  | Australie                 | 13-10 | Test-match     | Deuxième ligne  | - | - | - | - |
| 14. | 10 décembre 1978  | Australie                 | 11-10 | Test-match     | Deuxième ligne  | - | - | - | - |
| 15. | 4 février 1979    | Pays de Galles            | 15-8  | Coupe d'Europe | Deuxième ligne  | - | - | - | - |
| 16. | 24 mars 1979      | Angleterre                | 6-12  | Coupe d'Europe | Deuxième ligne  | - | - | - | - |
| 17. | 14 octobre 1979   | Papouasie-Nouvelle-Guinée | 16-9  | Test-match     | Remplaçant      | - | - | - | - |
| 18. | 28 octobre 1979   | Papouasie-Nouvelle-Guinée | 15-2  | Test-match     | Troisième ligne | - | - | - | - |
| 19. | 23 novembre 1980  | Nouvelle-Zélande          | 6-5   | Test-match     | Pilier          | - | - | - | - |
| 20. | 7 décembre 1980   | Nouvelle-Zélande          | 3-11  | Test-match     | Remplaçant      | - | - | - | - |
| 21. | 18 juillet 1981   | Australie                 | 2-17  | Test-match     | Deuxième ligne  | - | - | - | - |
| 22. | 23 août 1981      | Papouasie-Nouvelle-Guinée | 13-13 | Test-match     | Deuxième ligne  | - | - | - | - |
| 23. | 20 décembre 1981  | Grande-Bretagne           | 19-2  | Test-match     | Pilier          | - | - | - | - |
| 24. | 18 décembre 1982  | Australie                 | 9-23  | Test-match     | Pilier          | - | - | - | - |